# Thankful
《Thankful》은 켈리 클락슨의 데뷔앨범이다. 아메리칸 아이돌 첫 시즌 우승 이후 발표해 빌보드 싱글 차트 1위에 오른 히트싱글 〈A Moment Like This / Before Your Love〉를 비롯하여 크리스티나 아길레라가 선사한 첫 싱글 〈Miss Independent〉, 영화 《러브 액츄얼리》의 사운드트랙에 수록되기도 한 〈The Trouble With Love Is〉등 총 12곡이 수록되어 있으며, 미국에서는 2003년 4월 15일 발매되었다. 이 앨범은 첫 주에 무려 30만 장 이상 판매되며 같은 날 발매된 50 센트의 신보를 제치고 빌보드 앨범 차트 1위로 데뷔, 총 300만 장 이상의 판매량을 기록했다.

## 곡 목록
1. The Trouble with Love Is
2. Miss Independent
3. Low
4. Some Kind of Miracle
5. What's up Lonely
6. Just Missed the Train
7. Beautiful Disaster
8. You Thought Wrong (feat. Tamyra Gray)
9. Thankful
10. Anytime
11. A Moment Like This (New Mix)
12. Before Your Love (New Mix)

## 싱글 목록
1. A Moment Like This / Before Your Love
2. Miss Independent
3. Low
4. The Trouble with Love Is